# 廣海惣太郎
廣海 惣太郎（ひろみ そうたろう、前名・惣十郎、1878年〈明治11年〉4月29日 - 没年不明）は、日本の商人（肥料商）、実業家。阪南銀行頭取。岸和田煉瓦綿業社長。泉醤油、本辰酒造各取締役。貝塚織物相談役。泉醤油監査役。族籍は大阪府平民。

## 経歴
大阪府・先代廣海惣太郎（後に廣海惣爺と改名）の長男。1901年、家督を相続した。同志と図り、貝塚銀行を創立し、次いで頭取となり、1940年、合併により阪南銀行頭取に挙げられた。諸会社の重役を兼ねた。

## 人物
辰馬半右衛門の従兄である。人柄は『泉州商工便覧』で「品性高潔温厚玉の如き人」と評される。趣味は囲碁、盆栽、能楽、茶道。宗教は真宗。住所は大阪府泉南郡貝塚町西（現・貝塚市西町）。

## 家族・親族
廣海家
廣海家は貝塚町に於いて「貝塚三家衆」と呼ばれる豪家で、代々回漕業並びに肥料商を営む。廣海家が歴史の表舞台に登場するのは1835年、浄土真宗願泉寺の寺内町でこの地を支配していたト半（ぼくはん）家より諸色問屋開業を仰せつかった時からである。貝塚寺内の有力町人明瀬（みょうせ）家の娘ひろが摂津国鳴尾（現在の兵庫県西宮市鳴尾町）の酒造家・辰馬半右衛門家から養子を迎え、貝塚寺内の地頭であった願泉寺卜半（ぼくはん）家から廣海姓を賜った。1865年から1868年には4隻の大型和船を所有し、北陸地方、東北日本海岸、北海道産の米穀や肥料を扱っていた。廣海家は西廻り航路で米などを移入した結果、2万石以上もの米が貝塚で移入販売されるようになる。1883年には海運業から撤退した。戦前まで肥料問屋を営み、一方で貝塚銀行など地元企業の設立にも積極的に関わる。廣海家住宅は登録有形文化財（建造物）である。
- 父・惣爺[12][13][14]（旧名・惣太郎[3][5][6][10]、1840年 - ?、兵庫、辰馬兵右衛門の二男[4][12][14]、辰馬半右衛門の叔父[5]） - 岸和田銀行監査役、岸和田煉瓦取締役などを務めた[17]。
- 母・つる（1850年 - ?、大阪、田守三郎兵衛の叔母）[14]
- 姉・てい（1873年 - ?、大阪、河盛利兵衛の妻）[3]
- 妹
  - 周（1881年 - ?、大阪、田守三郎兵衛の妻）[5]
  - 千代（1883年 - ?、奈良、永田郁三[3]、あるいは永田郁蔵[5]の妻）
  - 末尾（1889年 - ?、大阪、相馬伊右衛門の妻）[3]
- 妻・ノブ（1882年 - ?、奈良、永田藤兵衛の妹）[3][5]
- 二男・昌蔵[9]（1901年 - ?、肥料商、東洋研磨、日本絹靴下各取締役） - 会社重役である[3]。宗教は真宗[3]。趣味は写真、園芸[3]。
  - 同妻・三八子（1905年 - ?、兵庫、本咲利一郎の四女）[5]
  - 同妻・貞子（1907年 - ?、大阪、大東昌治の妹）[3]
  - 同長男・啓太郎[3]（1926年 - 2005年、京都大学名誉教授）
- 三男・格蔵（1903年 - ?）[3]
  - 同妻・和子（京都、飯田三次の五女）[3]

親戚
- 辰馬半右衛門（酒造家、辰馬商会社長、兵庫県武庫郡鳴尾村長）
- 田守三郎兵衛（前名・亀三郎[14]、富田林銀行取締役）